# Pato Bragado
Pato Bragado är en kommun i Brasilien.   Den ligger i delstaten Paraná, i den södra delen av landet, 1 200 km sydväst om huvudstaden Brasília. Antalet invånare är 4 823. Pato Bragado ligger vid sjön Represa de Itaipu.
Trakten runt Pato Bragado består till största delen av jordbruksmark. Runt Pato Bragado är det ganska glesbefolkat, med 23 invånare per kvadratkilometer.